# サン・ビアージョ・プラータニ
サン・ビアージョ・プラータニ（イタリア語: San Biagio Platani）は、イタリア共和国シチリア自治州アグリジェント県にある、人口約3,100人の基礎自治体（コムーネ）。

## 地理

### 位置・広がり

#### 隣接コムーネ
隣接するコムーネは以下の通り。
- アレッサンドリア・デッラ・ロッカ
- カステルテルミニ
- サンタンジェロ・ムクサーロ
- サント・ステーファノ・クイスクイーナ